# ایستگاه متروی کلاپهام کامن
ایستگاه متروی کلاپهام کامن (انگلیسی: Clapham Common tube station) یکی از ایستگاه‌های خط شمالی متروی لندن است.
این ایستگاه که در ناحیه کلاپهام قرار دارد در سال ۱۹۰۰ میلادی تأسیس شده‌است.